# Jens-Frederik Nielsen
Jens-Frederik Nielsen (ur. 22 czerwca 1991) – grenlandzki polityk. Przewodniczący partii Demokraci od 2020. Od 2025 pełni funkcję premiera Grenlandii.

## Życiorys
Studiował na Uniwersytecie Grenlandzkim.
29 maja 2020 został ministrem przemysłu i surowców w rządzie Kima Kelsena. Urząd sprawował do 8 lutego 2021, gdy wycofał swoje poparcie dla rządu. W efekcie jego partia przeszła do opozycji. W wyniku następnych wyborów parlamentarnych liczba posiadanych przez nią mandatów spadła z 6 do 3.
W wyborach parlamentarnych w 2025 Demokraci pod przywództwem Jensa Frederika Nielsena uzyskali ponad 30% głosów, najwięcej w historii partii. 28 marca 2025 Jens Frederik Nielsen stanął na czele rządu złożonego z partii Demokratów, Siumut, Wspólnoty Ludzkiej i Atassut, dzień po zawiązaniu umowy koalicyjnej.

### Poglądy polityczne
Opowiada się za ograniczeniem zależności Grenlandii od pomocy finansowej Danii, a zarazem za rozwojem biznesu i reformami wolnorynkowymi. Jest zwolennikiem stopniowo uzyskiwanej niepodległości Grenlandii.

### Kariera sportowa
Jest profesjonalnym badmintonistą, od 2012 kilkukrotnie zostawał mistrzem Grenlandii w tej dyscyplinie sportowej.

## Życie prywatne
Żonaty z Aniką Brandt Sørensen, mają dwójkę dzieci.